# توماس ميلر (لاعب كريكت)
توماس ميلر (8 مارس 1883 في الرأس الأخضر - 20 أكتوبر 1962 في المملكة المتحدة) (بالإنجليزية: Thomas Miller)‏ هو لاعب كريكت بريطاني وبريطاني (وحمل سابقاً جنسية المملكة المتحدة لبريطانيا العظمى وأيرلندا). لعب مع نادي مقاطعة غلوستر للكريكت ‏.

## وصلات خارجية
- توماس ميلر على موقع إي آس بي آن كريك إنفو (الإنجليزية)